# (8453) 1981 EQ
(8453) 1981 EQ là một tiểu hành tinh vành đai chính. Nó được phát hiện bởi Henri Debehogne và Giovanni de Sanctis ở Đài thiên văn La Silla ở Chile, ngày 1 tháng 3 năm 1981.